# Granulație solară

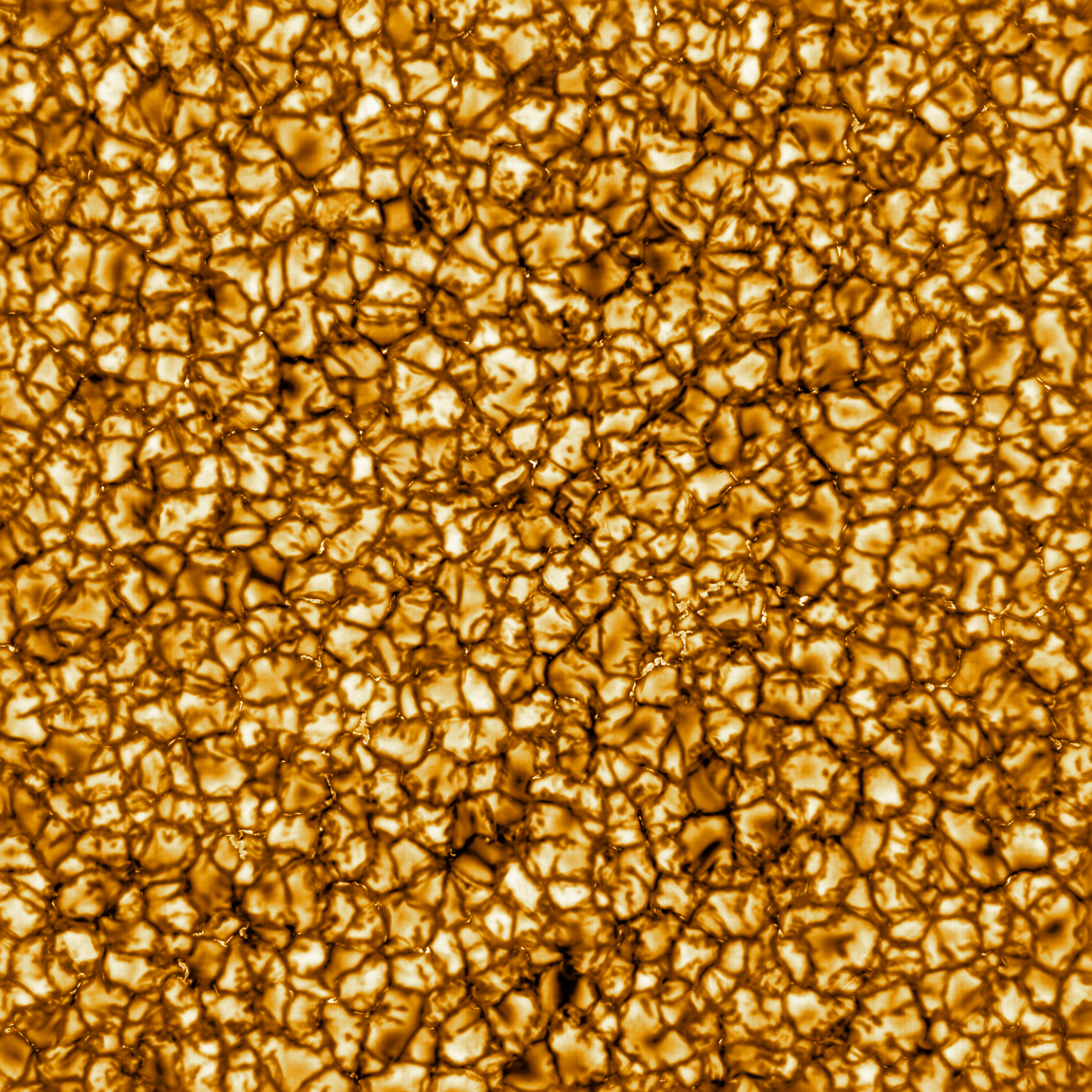
Imagine de înaltă rezoluție a suprafeței Soarelui realizată de Telescopul Solar Daniel K. Inouye (DKIST).

Granulația solară este formată din rețeaua de celule luminoase din fotosfera Soarelui, care apar datorită activității zonei convective de sub fotosferă. Aceste (celule sau) granule au dimensiuni cuprinse între 200 și 2000 km, iar durata de viață a fiecărei celule de mozaic este de 5 - 10 minute, prin urmare de-a face cu un mozaic mobil. Acest aspectul granular al fotosferei a fost comparat cu o fiertură din orez. 
În zona convectivă de sub fotosferă zonă energia calorică este transportată prin convecție și transformată în energie mecanică. Volume mai mici de gaze (celule convective) se ridică și apar la suprafață în fotosferă ca niște granule luminoase; risipindu-și energia în fotosferă, răcindu-se gazul coboară din nou, lăsând locul altor celule fierbinți să se ridice. Ca rezultat al acestei continue mișcări în sus și jos a celulelor apare rețeaua de mozaic formată din elemente separate de spații întunecate.
Primele fotografii foarte bune ale rețelei de granule solare s-au obținut de la sol în primul deceniul al secolului al XX-lea.
Granulația apare pe întreaga suprafață a Soarelui și nu prezintă nicio dependență în funcție de latitudine sau longitudinea heliografică și nicio variație în funcție de activitatea solară ciclică. Cu alte cuvinte granulația este un fenomen staționar, datorat diferențelor de temperatură din zona convectivă. Aceste diferențe variază de la centrul granulei la spațiul întunecat și mai rece de lângă ea cu 200-300 K, iar viteza lor de urcare și de coborâre este de 0,3-4,0 km/s.

## Imagini

Granulație
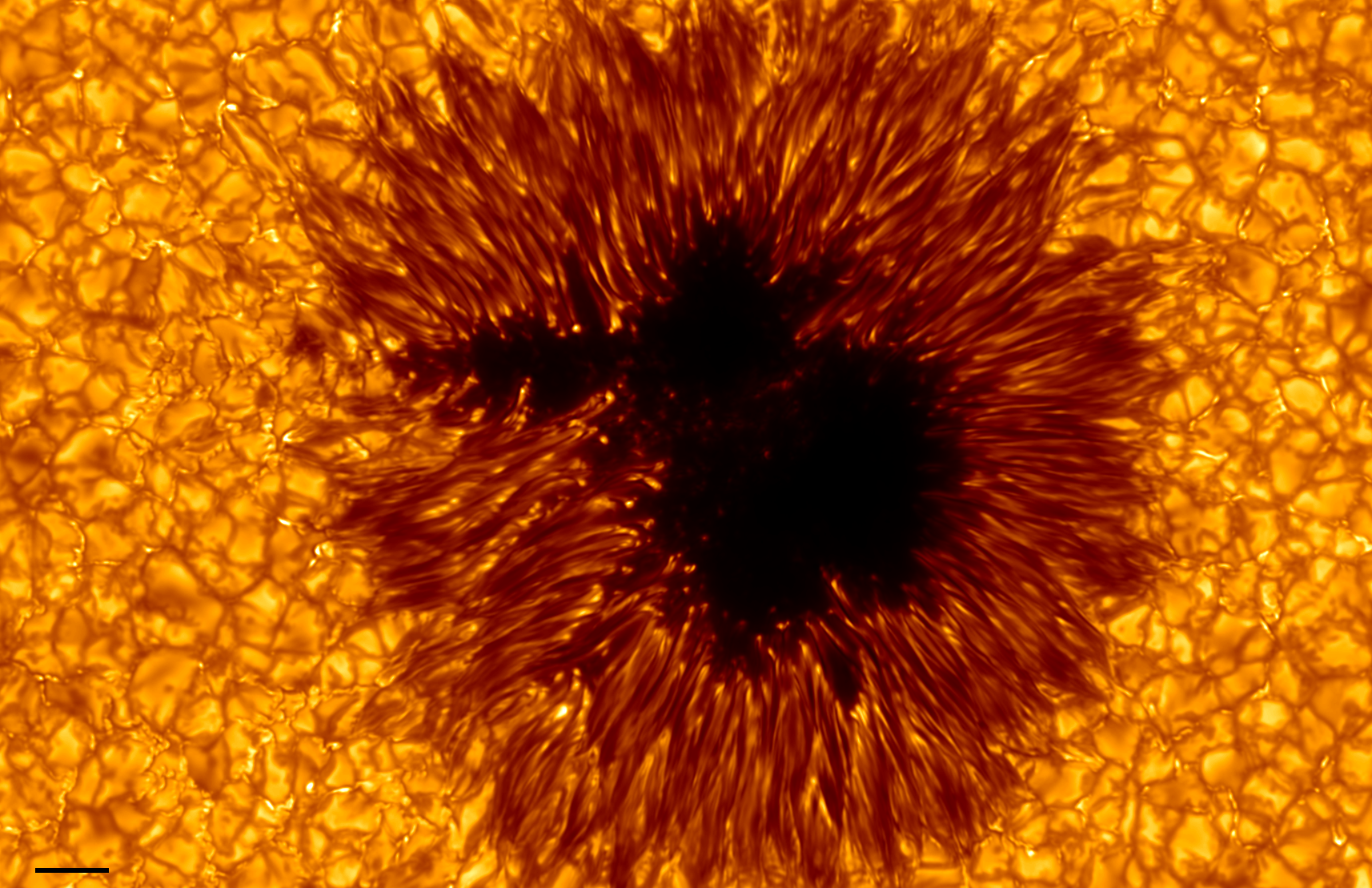
Granulație și petă solare
- Mișcări de granulație pe suprafața Soarelui observate de telescopul solar suedez.